# 穆滕巴赫河
51°25′24.03″N 7°18′11.61″E / 51.4233417°N 7.3032250°E

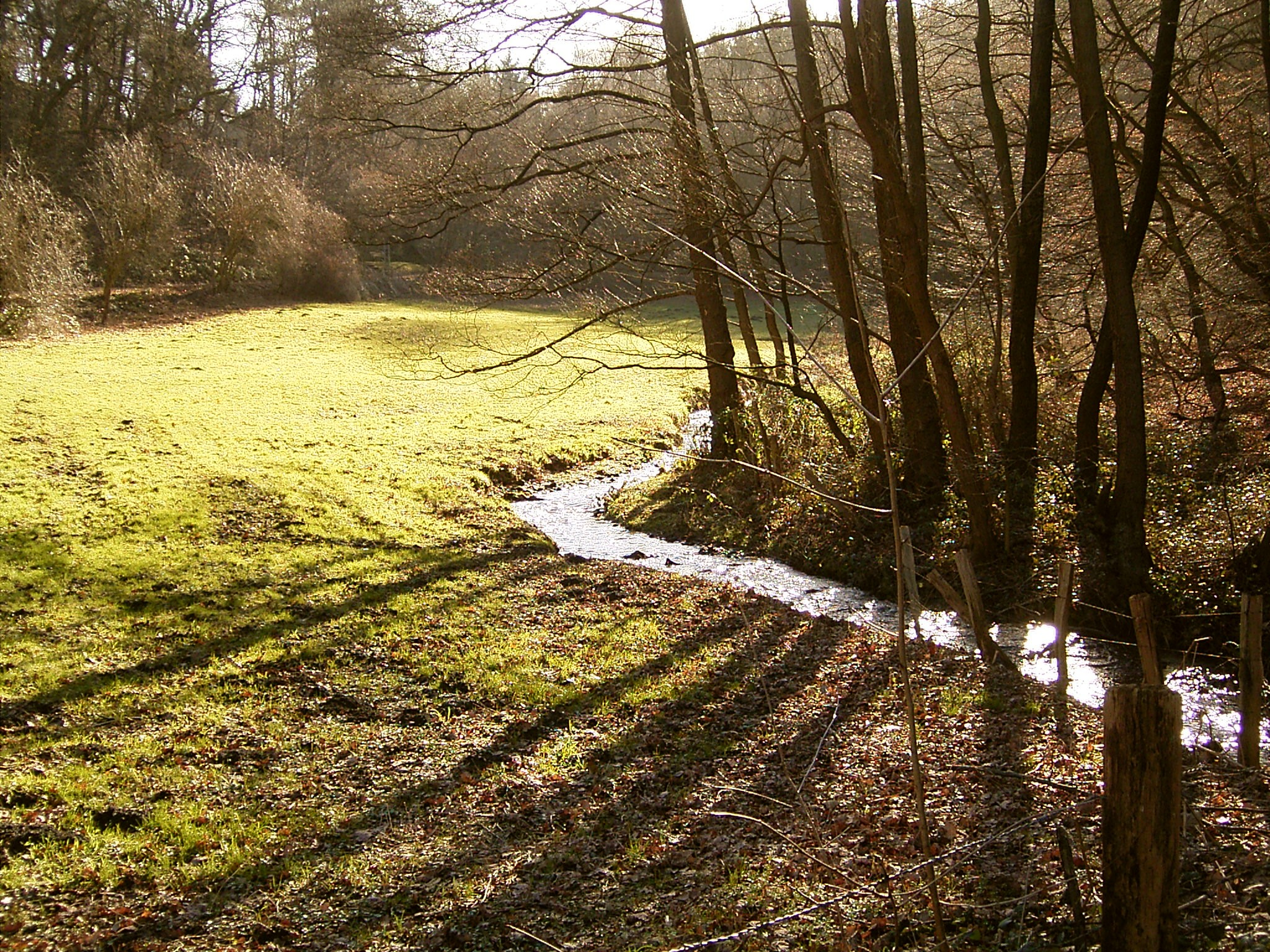
穆滕巴赫河

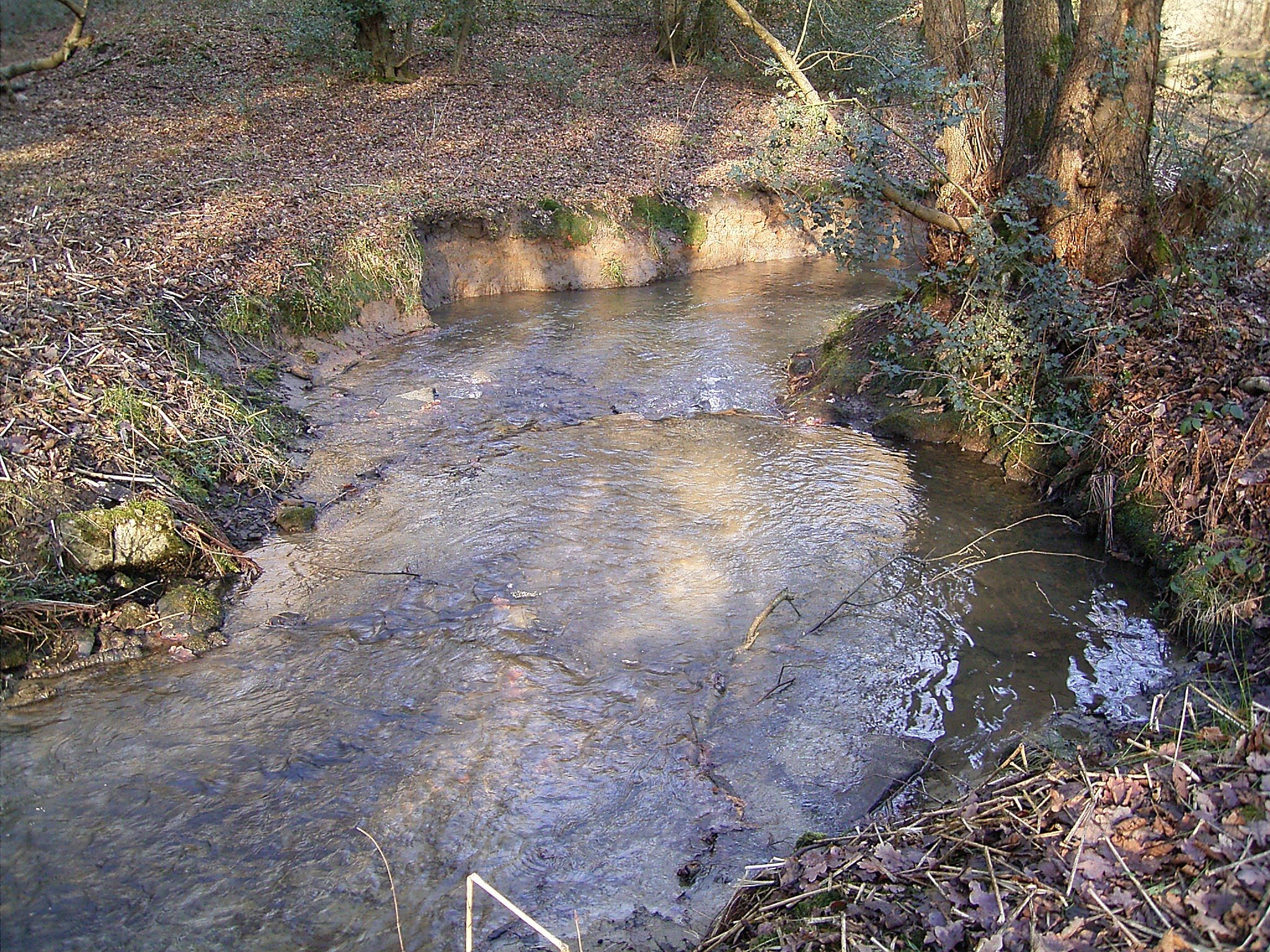
穆滕巴赫河

穆滕巴赫河（德語：Muttenbach），是德國的河流，位於該國西部，處於北萊茵-威斯特法倫州，屬於魯爾河的左支流，河道全長7.4公里，流域面積7.0平方公里。